# Ducat d'Arcos
El Ducat d'Arcos o Ducat d'Arcos de la Frontera és un títol nobiliari castellà creat per la reina Isabel I de Castella el dia 20 de gener de 1493 a favor de Rodrigo Ponce de León y Ponce de León. El Ducat fou creat com a compensació a Ponce de León per la seva renúncia del ducat de Cadis que revertí a la Corona.
Els Ponce de León reberen, l'any 1520, de part del rei Carles I d'Espanya, la Grandesa d'Espanya de classe immemorial en el títol d'Arcos.
El seu nom fa referència a la localitat de Arcos de la Frontera, a la província de Cadis. L'any 1780, amb la mort sense descendència d'Antonio Ponce de León y Spinola, el ducat passà a la Casa de Benavente en la persona de Maria Josefa Pimentel i Téllez-Girón. Des de 2016 l'ostenta María Cristina de Ulloa y Solís-Beaumont.

## Ducs d'Arcos
|                                  | Titular                                            | Període                          |
| Creació per Isabel I de Castella | Creació per Isabel I de Castella                   | Creació per Isabel I de Castella |
| -------------------------------- | -------------------------------------------------- | -------------------------------- |
| I                                | Rodrigo Ponce de León y Ponce de León              | 1493-1530                        |
| II                               | Luis Ponce de León y Téllez-Girón                  | 1530-1573                        |
| III                              | Rodrigo Ponce de León y Suárez de Figueroa         | 1573-1630                        |
| IV                               | Rodrigo Ponce de León y Álvarez de Toledo          | 1630-1658                        |
| V                                | Francisco Ponce de León y Fernández de Córdoba     | 1658-1673                        |
| VI                               | Manuel Ponce de León y Fernández de Córdoba        | 1673-1693                        |
| VII                              | Joaquín Ponce de León y Lencastre                  | 1693-1729                        |
| VIII                             | Joaquín Ponce de León y Spínola                    | 1729-1743                        |
| IX                               | Manuel Ponce de León y Spínola                     | 1743-1744                        |
| X                                | Francisco Ponce de León y Spínola                  | 1744-1763                        |
| XI                               | Antonio Ponce de León y Spínola                    | 1763-1780                        |
| XII                              | Maria Josefa Pimentel i Téllez-Girón               | 1780-1834                        |
| XIII                             | Pedro de Alcántara Téllez-Girón y Beaufort Spontin | 1834-1844                        |
| XIV                              | Mariano Téllez-Girón i Beaufort-Spontin            | 1844-1882                        |
| XV                               | José Brunetti y Gayoso de los Cobos                | 1892-1928                        |
| XVI                              | Ángela María Téllez-Girón y Duque de Estrada       | 1951-1973                        |
| XVII                             | Ángela María de Solís-Beaumont y Téllez-Girón      | 1973-2016                        |
| XVIII                            | María Cristina de Ulloa y Solís-Beaumont           | 2016-actual titular              |